# Clasificación para la Eurocopa Sub-21 de 1994
La Clasificación para la Eurocopa Sub-21 de 1994 fue el proceso clasificatorio para el Campeonato de Europa UEFA Sub-21, la clasificación se disputó entre 1992 y 1994. después de los cuartos de final, el Torneo Final se celebró en Francia. 
Los 32 equipos fueron divididos en 6 grupos de 5 a 6 equipos; los ganadores de cada grupo clasifican directamente junto a los 2 mejores segundos. Los partidos se disputaron de ida y vuelta. 
Yugoslavia fue suspendida por la ONU a causa de las Guerras yugoslavas debido a eso no participó de la clasificación y se retiró automáticamente, por otro lado la extinta Unión Soviética fue reemplazada por Rusia, Gales debutó en esta Clasificación mientras que Checoslovaquia a pesar de que dejó de existir en 1993, jugó las eliminatorias con su antiguo nombre.

## Sorteo
Los Grupos se basaron en la Clasificación para el Mundial de 1994 con algunas diferencias y son las siguientes:
- el grupo 1 no incluía a Estonia.

- el grupo 3 no incluía a Irlanda del Norte, a Letonia ni a Lituania, pero si a Alemania que no participó en las eliminatorias al mundial por ser el campeón vigente.

- el grupo 4 no incluía a las Islas Feroe.

- y el grupo 5 al igual que en el mundial no incluía a Yugoslavia.

El resto de grupos son idénticos a los del mundial.

## Grupos

### Grupo 1
| País     | PJ | PG | PE | PP | GF | GC | DG  | Pts |
| -------- | -- | -- | -- | -- | -- | -- | --- | --- |
| Italia   | 8  | 7  | 0  | 1  | 16 | 6  | +10 | 21  |
| Portugal | 8  | 5  | 2  | 1  | 18 | 4  | +14 | 17  |
| Suiza    | 8  | 3  | 2  | 3  | 11 | 8  | +3  | 11  |
| Escocia  | 8  | 2  | 2  | 4  | 8  | 11 | −3  | 8   |
| Malta    | 8  | 0  | 0  | 8  | 1  | 25 | −24 | 0   |

#### Partidos
| Equipo 1 | Agr. | Equipo 2 | Ida | Vuelta |
| -------- | ---- | -------- | --- | ------ |
| Suiza    | 2-0  | Escocia  | 2–0 | 0-0    |
| Escocia  | 1-2  | Portugal | 0-0 | 1-2    |
| Italia   | 3-0  | Suiza    | 1-0 | 2-0    |
| Suiza    | 5-1  | Malta    | 1-0 | 4-1    |
| Escocia  | 3-7  | Italia   | 1–2 | 2-5    |
| Malta    | 0–4  | Italia   | 0–1 | 0–3    |
| Malta    | 0–9  | Portugal | 0–2 | 0–7    |
| Escocia  | 4-0  | Malta    | 3-0 | 1-0    |
| Portugal | 3-2  | Italia   | 2-0 | 1–2    |
| Suiza    | 1–4  | Portugal | 1–1 | 0-3    |

### Grupo 2
| País | País         | PJ | PG | PE | PP | GF | GC | Pts |
| ---- | ------------ | -- | -- | -- | -- | -- | -- | --- |
| 1    | Polonia      | 10 | 7  | 0  | 3  | 26 | 10 | 21  |
| 2    | Turquía      | 10 | 6  | 2  | 2  | 15 | 10 | 20  |
| 3    | Noruega      | 10 | 6  | 1  | 3  | 20 | 13 | 19  |
| 4    | Inglaterra   | 10 | 4  | 3  | 3  | 20 | 8  | 15  |
| 5    | Países Bajos | 10 | 3  | 2  | 5  | 11 | 14 | 11  |
| 6    | San Marino   | 10 | 0  | 0  | 10 | 3  | 40 | 0   |

#### Partidos
- Noruega 3-2  San Marino
- Polonia 3-0  Turquía
- Inglaterra 3-0  Países Bajos
- Noruega 1-0  Países Bajos
- Turquía 4-0  San Marino
- Polonia 1-4  Inglaterra
- San Marino 0-3  Noruega
- Turquía 1-0  Polonia
- Países Bajos 1-1  Inglaterra
- Inglaterra 0-2  Noruega
- Países Bajos 1-3  Polonia
- San Marino 0-2  Turquía
- Inglaterra 0-1  Turquía
- Turquía 1-1  Países Bajos
- Inglaterra 6-0  San Marino
- Países Bajos 0-1  Turquía
- Países Bajos 3-0  San Marino
- Turquía 0-0  Inglaterra
- Polonia 7-0  San Marino
- Noruega 5-2  Turquía
- San Marino 0-5  Polonia
- Noruega 1-1  Inglaterra
- Países Bajos 2-1  Noruega
- Inglaterra 1-2  Polonia
- Noruega 3-1  Polonia
- San Marino 1-3  Países Bajos
- Polonia 2-0  Noruega
- Turquía 3-1  Noruega
- Polonia 2-0  Países Bajos
- San Marino 0-4  Inglaterra

### Grupo 3
| País | País      | PJ | PG | PE | PP | GF | GC | Pts |
| ---- | --------- | -- | -- | -- | -- | -- | -- | --- |
| 1    | España    | 8  | 7  | 1  | 0  | 15 | 4  | 22  |
| 2    | Alemania  | 8  | 5  | 0  | 3  | 20 | 8  | 15  |
| 3    | Dinamarca | 8  | 4  | 0  | 4  | 12 | 9  | 12  |
| 4    | Albania   | 8  | 1  | 2  | 5  | 5  | 18 | 5   |
| 5    | Irlanda   | 8  | 1  | 1  | 6  | 7  | 20 | 4   |

#### Partidos
| Equipo 1  | Agr. | Equipo 2 | Ida | Vuelta |
| --------- | ---- | -------- | --- | ------ |
| España    | 4-1  | Albania  | 1-1 | 3-0    |
| Irlanda   | 4-2  | Albania  | 3-1 | 1-1    |
| Dinamarca | 5-2  | Irlanda  | 3-2 | 2-0    |
| Albania   | 1-5  | Alemania | 0-1 | 1-4    |
| España    | 4-1  | Irlanda  | 2-1 | 2-0    |
| Alemania  | 2-5  | España   | 1-2 | 1–3    |
| Irlanda   | 0–9  | Alemania | 0–1 | 0–8    |
| Dinamarca | 0-2  | España   | 0-1 | 0-1    |
| Dinamarca | 2-4  | Alemania | 1-4 | 1–0    |
| Dinamarca | 5-1  | Albania  | 5-0 | 0-1    |

### Grupo 4
| País | País           | PJ | PG | PE | PP | GF | GC | Pts |
| ---- | -------------- | -- | -- | -- | -- | -- | -- | --- |
| 1    | Checoslovaquia | 8  | 6  | 1  | 1  | 16 | 4  | 19  |
| 2    | Rumania        | 8  | 5  | 0  | 3  | 13 | 10 | 15  |
| 3    | Bélgica        | 8  | 4  | 1  | 3  | 9  | 7  | 13  |
| 4    | Gales          | 8  | 3  | 2  | 3  | 16 | 16 | 11  |
| 5    | Chipre         | 8  | 0  | 0  | 8  | 4  | 21 | 0   |

#### Partidos
| Equipo 1       | Agr. | Equipo 2       | Ida | Vuelta |
| -------------- | ---- | -------------- | --- | ------ |
| Bélgica        | 4-0  | Chipre         | 3-0 | 1-0    |
| Rumania        | 4-4  | Gales          | 2-3 | 2-1    |
| Checoslovaquia | 3-0  | Bélgica        | 1-0 | 2-0    |
| Chipre         | 4-10 | Gales          | 2-4 | 2-6    |
| Bélgica        | 2-3  | Rumania        | 1-0 | 1-3    |
| Rumania        | 3-4  | Checoslovaquia | 1-0 | 2-4    |
| Bélgica        | 3-1  | Gales          | 3-1 | 0–0    |
| Rumania        | 3-0  | Chipre         | 2-0 | 0-1    |
| Chipre         | 0-4  | Checoslovaquia | 0-2 | 0-2    |
| Checoslovaquia | 5-1  | Gales          | 1-1 | 4-0    |

### Grupo 5
| País | País             | PJ | PG | PE | PP | GF | GC | Pts | Nota                             |
| ---- | ---------------- | -- | -- | -- | -- | -- | -- | --- | -------------------------------- |
| 1    | Rusia            | 8  | 6  | 2  | 0  | 25 | 4  | 20  | Clasificado a la Eurocopa Sub-21 |
| 2    | Grecia           | 8  | 6  | 2  | 0  | 23 | 6  | 20  | Clasificado a la Eurocopa Sub-21 |
| 3    | Islandia         | 8  | 3  | 0  | 5  | 11 | 17 | 9   | Eliminado                        |
| 4    | Hungría          | 8  | 2  | 1  | 5  | 8  | 16 | 7   | Eliminado                        |
| 5    | Luxemburgo       | 8  | 0  | 1  | 7  | 2  | 26 | 1   | Eliminado                        |
| 6    | R. F. Yugoslavia | -  | -  | -  | -  | -  | -  | -   | Suspendido por la ONU            |

#### Partidos
| Equipo 1   | Agr. | Equipo 2   | Ida | Vuelta |
| ---------- | ---- | ---------- | --- | ------ |
| Grecia     | 6-1  | Islandia   | 3-0 | 3-1    |
| Hungría    | 4-4  | Islandia   | 3-2 | 1-2    |
| Luxemburgo | 0-2  | Hungría    | 0-0 | 0-2    |
| Rusia      | 6-0  | Islandia   | 5-0 | 1-0    |
| Rusia      | 8-1  | Luxemburgo | 2-1 | 6-0    |
| Grecia     | 4-2  | Hungría    | 2-1 | 2-1    |
| Grecia     | 10-0 | Luxemburgo | 6-0 | 4-0    |
| Rusia      | 8-0  | Hungría    | 2-0 | 6-0    |
| Luxemburgo | 1-6  | Islandia   | 1-3 | 0-3    |
| Rusia      | 3-3  | Grecia     | 1-1 | 2-2    |

### Grupo 6
| País | País      | PJ | PG | PE | PP | GF | GC | Pts |
| ---- | --------- | -- | -- | -- | -- | -- | -- | --- |
| 1    | Francia   | 10 | 8  | 1  | 1  | 20 | 6  | 25  |
| 2    | Suecia    | 10 | 4  | 4  | 2  | 21 | 8  | 16  |
| 3    | Finlandia | 10 | 4  | 2  | 4  | 10 | 13 | 14  |
| 4    | Bulgaria  | 10 | 4  | 2  | 4  | 9  | 13 | 14  |
| 5    | Israel    | 10 | 3  | 1  | 6  | 17 | 16 | 10  |
| 6    | Austria   | 10 | 1  | 2  | 7  | 8  | 29 | 5   |

#### Partidos
- Finlandia 0-0  Bulgaria
- Finlandia 2-0  Austria
- Finlandia 1-0  Suecia
- Suecia 1-1  Austria
- Bulgaria 0-1  Francia
- Suecia 4-1  Israel
- Suecia 6-0  Bulgaria
- Finlandia 1-0  Israel
- Francia 6-1  Austria
- Suecia 1-1  Francia
- Austria 1-5  Israel
- Austria 2-2  Finlandia
- Israel 1-1  Suecia
- Finlandia 0-1  Francia
- Francia 1-2  Finlandia
- Bulgaria 0-0  Suecia
- Israel 1-2  Bulgaria
- Bulgaria 3-0  Austria
- Israel 1-2  Francia
- Suecia 4-0  Finlandia
- Austria 0-1  Francia
- Francia 3-0  Israel
- Austria 2-0  Bulgaria
- Israel 6-0  Austria
- Bulgaria 3-1  Finlandia
- Israel 2-1  Finlandia
- Francia 2-1  Suecia
- Austria 1-3  Suecia
- Bulgaria 1-0  Israel
- Francia 2-0  Bulgaria

### Mejores segundos
Cómo la clasificación en sí, fue muy corta no se pudieron hacer play-offs o una repesca para definir los últimos 2 clasificados por lo que se hizo un ranking de los segundos de cada grupo dónde clasificaron a la Eurocopa Grecia y Portugal por ser los 2 mejores calificados.
| Grp | País     | PJ | PG | PE | PP | GF | GC | DG  | Pts |
| --- | -------- | -- | -- | -- | -- | -- | -- | --- | --- |
| 5   | Grecia   | 6  | 4  | 2  | 0  | 13 | 6  | +7  | 14  |
| 1   | Portugal | 6  | 3  | 2  | 1  | 14 | 4  | +10 | 11  |
| 2   | Turquía  | 6  | 3  | 1  | 2  | 7  | 9  | −2  | 10  |
| 3   | Alemania | 6  | 3  | 0  | 3  | 11 | 8  | +3  | 9   |
| 4   | Rumania  | 6  | 3  | 0  | 3  | 10 | 10 | 0   | 9   |
| 6   | Suecia   | 6  | 2  | 2  | 2  | 12 | 4  | +8  | 8   |

## Clasificados
- Italia
- Polonia
- España
- Checoslovaquia
- Rusia
- Francia
- Grecia
- Portugal